# Komturzy zantyrscy
Jest to chronologiczna lista komturów zakonu krzyżackiego sprawujących władzę w regionie Zantyru od powstania komturstwa do momentu przeniesienia komturstwa do nowo wybudowanego zamku w Malborku w roku 1279:
Komturzy :
- Chwał 1251
- Wasmud 1252
- Konrad von Thierberg Starszy 1267 – 1268
- Dytryk von Regenstein 1268–1273
- Herman von Schönburg 1273
- Dytryk von Regenstein1273–1276
- Henryk 1279